# Iraker in Deutschland

Regionale Verteilung der irakischen Staatsbürger 2021

Als Iraker in Deutschland werden Menschen bezeichnet, die aus dem Irak stammen und in Deutschland wohnen. Im weiteren Sinne umfasst der Begriff auch Deutsche mit irakischen Vorfahren.

## Geschichte
Die meisten der in Deutschland lebenden Iraker waren bis in die 1980er Jahre Studenten, die sowohl in der Bundesrepublik als auch in der DDR studierten. Am 5. Januar 1959 wurde die Vereinigung Irakischer Studenten in Deutschland e.V. gegründet, bis heute hat sie ihren Sitz in Mainz.
Nach der Machtübernahme Saddam Husseins im Jahr 1979 stieg die Anzahl der Asylanträge in der Bundesrepublik, insbesondere infolge des zweiten Golfkrieges kam es zu einer Fluchtwelle von Irakern. Wurden bis 1990 mehr als 20.000 Asylanträge registriert, so waren es in dem Zeitraum zwischen 1991 und 2003 bereits mehr als 95.000.
Die Zahl der in Deutschland gemeldeten Iraker stieg von 51.211 im Jahr 2000 auf 79.413 im Jahr 2009. Die Iraker stellen somit die größte Gruppe von Einwanderern aus dem Nahen Osten dar, die meisten lebten in Nordrhein-Westfalen (über 23.000) gefolgt von Bayern (18.000), Baden-Württemberg (10.000) und Niedersachsen (8.000). München ist Heimat der größten irakischen Gemeinde, 2009 waren über 9.000 Personen mit irakischer Staatsbürgerschaft dort registriert.
Hinsichtlich des Bevölkerungsanteils von Migranten aus dem Irak lag unter den Landkreisen und Kreisfreien Städten in der Bundesrepublik beim Zensus 2011 die Stadt Pforzheim vorn, gefolgt von Bielefeld und Ludwigshafen am Rhein.
Die irakischen Migranten bilden eine heterogene Gruppe aus unterschiedlichen aus dem Irak stammenden Ethnien und Sprachgruppen. Den größten Anteil haben die ethnischen Araber, gefolgt von Kurden und Assyrern sowie Turkomanen. Nahezu alle sprechen Arabisch und zusätzlich oft auch ihre ursprüngliche Muttersprache. Der überwiegende Teil der Migranten sind Muslime, sowohl Schiiten als auch Sunniten. Daneben sind auch irakische Christen, Mandäer, Juden und Jesiden vertreten.

### Flüchtlinge
Ab 1995 war der Irak stets unter den zehn häufigsten Herkunftsländern von Asylantragstellern, im Jahr 2001 wurde ein bisheriger Höhepunkt von 17.167 Anträgen erreicht. 2008 stellten sie ein Drittel aller Asylanträge in Deutschland. Im Rahmen einer EU-Aktion nahm Deutschland zwischen 2009 und 2010 2.500 Flüchtlinge aus Jordanien und Syrien auf. Diese waren meist Angehörige religiöser Minderheiten.
| Jahr               | 1991  | 1992  | 1993  | 1994  | 1995  | 1996   | 1997   | 1998  | 1999  | 2000   | 2001   | 2002   | 2003  | 2004  | 2005  | 2006  | 2007  | 2008  | 2009  | 2010  | 2011  | 2012  | 2013  | 2014  | 2015   |
| ------------------ | ----- | ----- | ----- | ----- | ----- | ------ | ------ | ----- | ----- | ------ | ------ | ------ | ----- | ----- | ----- | ----- | ----- | ----- | ----- | ----- | ----- | ----- | ----- | ----- | ------ |
| Anzahl der Anträge | 1.384 | 1.484 | 1.246 | 2.066 | 6.880 | 10.842 | 14.088 | 7.435 | 8.662 | 11.601 | 17.167 | 10.242 | 3.850 | 1.293 | 1.983 | 2.117 | 4.327 | 6.836 | 6.538 | 5.555 | 5.831 | 5.352 | 3.958 | 5.345 | 29.784 |

### Einbürgerungen
Die Anzahl der Einbürgerungen hat sich in den letzten 15 Jahren mehr als verzehnfacht, im Jahr 2009 erhielten mehr als 5.000 Personen die deutsche Staatsangehörigkeit. Zunehmend wird unter Hinnahme von Mehrstaatlichkeit eingebürgert.
| Jahr           | 1995 | 1996 | 1997 | 1998 | 1999 | 2000 | 2001  | 2002  | 2003  | 2004  | 2005  | 2006  | 2007  | 2008  | 2009  | 2010  |
| -------------- | ---- | ---- | ---- | ---- | ---- | ---- | ----- | ----- | ----- | ----- | ----- | ----- | ----- | ----- | ----- | ----- |
| Einbürgerungen | 364  | 363  | 290  | 319  | 483  | 984  | 1.264 | 1.721 | 2.999 | 3.564 | 4.136 | 3.693 | 4.102 | 4.229 | 5.136 | 5.228 |